# Месалијани
Месалијани (сиријски: м'салијане – молитељи) или еухити (грчки: еухитаи, од еухомаи - молити) или ентузијасти (грчки: ἐνθουσιασμός ен тео - у богу; одушевљени, надахнути) су припадници хришћанског аскетског покрета који се појављује у Сирији крајем 4. века, а одатле се касније шири у Малу Азију и Тракију.
Они су упражњавали непрестану молитву, у складу са саветом апостола Павла: „Молите се непрестано“ (1. Сол. 5,17). Масалијани су веровали да молитвама и плесањем (стога се зову и хореути) терају из себе злог духа, сотону.
Један од њихових проповедника је био Симеон из Месопотамије, који је проповедао да благодат и грех заједно бораве у души после крштења. Тајна крштења сама по себи нема моћ да искорени грех, тако да сваки хришћанин треба да се бори против зла. Веровали су у човекову моћ самоспасења.

## Име
Припадници овог покрета су себе називали спиритуалци, духовници (гр: пнеуматикои). Међутим, познатији су под арамејским именом месалијани или масалијани (מְצָלין), што значи молитељи. Ово је касније преведено на грчки као (εὐχόμενοι) еухити (εὐχήται or εὐχῖται). Називани су и ентузијасти јер су сматрали да су поседнути (enthous) светим Духом.
Називани су још и по појединим њиховим вођама, као Лампетијани, Аделфијани и Маркијанити.

## Историјат
Почетком 4. века у источној цркви се појавио радикални облик монаштва, чији су следбеници себе називали духовницима (гр: пнеуматикои). За њихов начин живота се говорило да је стигао из Месопотамије, а постали су познати под сиријским именом месалијани (מְצָלין), молитељи. У почетку су покрет чинили углавном световњаци. Касније их је било и међу свештенством и по манастирима. Гангрски сабор их је већ 340. године осудио као јеретике.
У Химни против јереси, која је компонована између 363. и 373. у Едеси, Јефрем Сирин говори о људима који упражњавају слободни морал под маском побожности. Они себе називају пнеуматикои (духовници, спиритуалци).
Епифаније Кипарски бележи да се покрет појавио за време владавине Констанција II (337-361), док Теодорет Кирски наводи нешто ранији период за време владавине Валентинијана I (364-375). Епифаније сматра да су настали од еуфемита и у то време им не приписује никаква погрешна учења, само критикује њихов начин живота. Епифаније помиње њихово присуство у Антиохији око 376/377. године. Он их описује као вуцибатине које, одбацујући сваки посед, спавају на улицама градова, мушки и женски заједно, одбијајући рад и задовољавајући се прошњом и молитвом. Један од њихових првих вођа се звао Аделфије.
Око 380. године, патријарх Флавије Антиохијски је покушао да их потисне из града. Међутим, они су порицали своје учење, оптужујући своје тужиоце за клевету. Да би избегли прогоне, декларативно су прихватали хришћанско правоверје и одбацивали свако јеретичко учење које им је приписивано. Флавије се затим послужио лукавством, почевши да се опходи према Аделфију са поштовањем. Када је стекао је поверење њиховог учитеља Аделфија, он му је открио своје право учење. Флавиј је затим сазвао сабор против месалијана, којем је присуствовало још три епископа и тридесетак свештеника. На сабору су осуђени Аделфије и његове присталице, међу којима су били Сава, Симеон, Јевстатије, Дадоес, Хермас, и други. Није им дозвољено одрицање од учења, што су они желели, јер се сумњало у њихове намере. Сви они су испребијани, изопштени и прогнани из Антиохије у области Ликаоније и Памфилије, где су наишли на нова непријатељства. У Памфилији их осуђују тамошњи епископи на сабору у Сиду, који је око 390. године сазвао Амфилохије Иконијски. Он је затим послао писмо Флавијану, обавештавајући га о процесу. Прогони месалијана се потом шире и на Јерменију.
Letoios, епископ Малатије, наређује спаљивање манастира у које је продрло њихово учење. Око 405. Атик, патријарх Константинопоља, тражи изопштење месалијана. 426. године ентузијасти су осуђени на сабору у Константинопољу и царске трупе имају задатак да интервенишу против њих. Трећи васељенски сабор у Ефесу 431. године потврђује раније предузете мере против њих. На Ефешком сабору је осуђена и њихова књига под називом Аскетикус. Месалијани су такође осуђени и у Александрији, где се Кирил Александријски спомиње као њихов противник. Монофизитска црква Сирије је такође потискивала месалијанство. Па ипак, покрет и даље наставља да постоји.
У другој половини 5. века, спиритуалци се уједињују око Лампетија, свештеника којег је заредио Алипије, епископ Цезареје у Кападокији. Лампетије је у планинској области између Сицилије и Исаурије основао манастире у којима су мушкарци и жене живели уживалачким животом. Постојала су и нека места у Египту где је Лампетије уживао заштиту Алфејуса, епископа Риноколура (данас Ел-Ариш, близу палестинске границе). Лампетије исмева монахе који се одају целибату и покајничкој одежди, јер тако показују да нису достигли савршенство. Сам Лампетије је живео у многим уживањима, говорећи ученицима: „Доведите ми лепу младу женску и показаћу вам шта је светост.“ Након што је оптужен од презвитера Геронтија, одузет му је свештенички чин. Написао је дело под називом Завет, чији су фрагменти сачувани. Спис говори о дужности мољења Богу и срцем и гласом.
Почетком 6. века патријарх Антиохије је предузео акције против месалијана и осудио Лампетијеве списе. Максим Исповедник спомиње месалијане у Константинопољу крајем 6. и почетком 7. века, окупљене око њиховог старешине Маркијана. Максим пребацује месалијанима да посвећују три године аскетизму а остатак живота свакој врсти разузданости.
Након тога, нема више помена о масалијанима, све до појаве богумила у 10. веку.

## Учење
Они су сматрали да од Адамовог првородног греха, у сваком човеку од рођења пребива демон (бес, злодух) који га гура ка злу. Свете тајне су сматрали бескорисним, иако безазленом праксом, неделатном против овог присуства. Крштење утиче само на прошле појединачне грехе, али не утиче на сам корен зла. Једино молитва је права духовна сила која има моћ да одагна демона. Непрестаном вишегодишњом молитвом су истеривали злог духа, уместо њега примајући светог Духа у себе. Дух је, попут ватре, чистио човека правећи га новим бићем. Истеривање демона и сједињавање са Духом су код молитеља изазивали екстазу, током које би видели како свето Тројство постаје једно и пребива у њима. Након тога су достизали бестрашће (или апатију, гр: ἀπάθεια), које су сматрали савршеним стањем у којем је грех немогућ. Сматрали су да онај ко достигне бестрашће, постаје слободан од моралних норми. Таквој особи укусна храна и раскошно живљење не би могли изазвати жељу. Сматрали су и да је Исус у себи имао демоне које је морао да победи да би постао Христ.
Упражњавајући неограничену слободу, спиритуалисти су одбијали рад, сматрајући га недостојном активношћу. Посвећивали су се искључиво молитви и живели углавом од прошње. Подршку за овакав начин живота су налазили у Исусовим речима да не треба бринути око тога шта ће јесте или обући. Ученици су пролазили трогодишњи период молитве, поста и строгог аскетизма, лутајући од места до места, често спавајући на улици. Мушкарци и жене су заједно живели на улицама или у манастирима. Имали су и женских учитеља. Ствари које би видели у сновима често су сматрали збиљом. Неки од њих су плесом истеривали демоне, због чега су названи и хореути.